# 塔樂禮宣言
塔樂禮宣言（英語：The Talloires Declaration）是目前國際公認，大學推動永續發展最具指標意義的文件。至2012年5月為止，全世界共有440所大學參與連署。塔樂禮宣言源自於1990年在法國塔盧瓦爾由美國塔夫斯大學舉行的「大學在環境管理與永續發展的角色」國際研討會中，由20位大學校長與主要領導人共同發起簽署的宣言，討論全球環境問題、管理與永續發展，會中並就大學應扮演的角色進行探討，簡要敘明高等院校對於環境保護與永續發展的關鍵性角色及迫切需要。

## 塔樂禮宣言十大行動計畫
1. 增加對環境永續發展的覺醒
2. 創造一個追求永續性的校園文化
3. 教育學生成為對環境負責的公民
4. 促進校園每一份子對環境的認知
5. 落實校園生態
6. 結合政府與民間的力量
7. 跨領域的合作
8. 協助中小學校在教導永續發展的能力與建立夥伴關係
9. 加強國內外週邊合作與服務
10. 持續交流與互持

## 塔樂禮宣言起草及原簽署機構
| - 美國塔夫斯大學 - 哥斯大黎加中美洲自治大學 - 奈及利亞伊巴丹大學 - 泰國朱拉隆功大學 - 南非金山大學 - 美國北愛荷華大學 - 法國巴黎教育委員會 - 墨西哥墨西哥學院 - 奈及利亞阿慕達貝羅大學 - 巴西馬托格羅索聯邦大學 | - 黎巴嫩貝魯特美國大學 - 美國匹茲堡大學 - 印度奧斯馬尼亞大學 - 印度德里大學 - 俄羅斯門得列夫化工學院 - 南非開普敦大學 - 迦納迦納大學 - 巴西坎皮納斯州立大學 - 美國威斯康辛大學麥迪遜分校 - 中華人民共和國復旦大學 |

## 台灣簽署塔樂禮宣言之大學
中正大學、高雄大學、嘉義大學、暨南國際大學、臺南大學、臺灣師範大學、元智大學、清雲科技大學、勤益科技大學、朝陽科技大學、義守大學、臺北醫學大學、慈濟大學、成功大學等14所大學，並被中華民國教育部評選為綠色大學示範學校。